# Kurort-Samotsvet
Kurort-Samotsvet (en rus: Курорт-Самоцвет) és un poble (un possiólok) de l'óblast de Sverdlovsk, a Rússia, segons el cens del 2010 tenia 1.068 habitants.